# Ulrika Lagerlöf
Ulrika Lagerlöf, född 1984 i Uppsala, är en svensk författare. Lagerlöf debuterade 2021 med romanen Stanna hos mig. 2024 kom romanen Hjortronmyren ut, vilket utgör första delen i romansviten Timmerfolk om den svenska skogen och skogshistorien. Hjortronmyren är inspirerad av Ulrika Lagerlöfs egen släkthistoria. Hennes mamma är uppvuxen i Bastuträsk i Västerbotten, och i början av 1940-talet arbetade hennes mormor som kocka i en skogshuggarkoja.